# 260 (število)

## V matematiki
260 je sestavljeno število.
260 je obilno število.